# بادوك ليك (ويسكونسن)
بادوك ليك (بالإنجليزية: Paddock Lake, Wisconsin)‏ هي بلدة تقع في الولايات المتحدة في مقاطعة كينوشا (ويسكونسن). يقدر عدد سكانها بـ 2,992 نسمة ومساحتها 8.03 كم2 وترتفع عن سطح البحر 249 متر.

## التركيبة السكانية
قام مكتب تعداد الولايات المتحدة بتحديد بيانات التركيبة السكانية لبادوك ليك في تعداد الولايات المتحدة. في ما يلي، التركيبة السكانية حسب تعدادي 2000 و2010.

### تعداد عام 2000
بلغ عدد سكان بادوك ليك 3,012 نسمة بحسب تعداد عام 2000، وبلغ عدد الأسر 1,056 أسرة وعدد العائلات 803 عائلة مقيمة في القرية. في حين سجلت الكثافة السكانية 1,539.9 نسمة لكل ميل مربع (594.6/كم2). وبلغ عدد الوحدات السكنية 1,185 وحدة بمتوسط كثافة قدره 605.8 نسمة لكل ميل مربع (233.9/كم2).
وتوزع التركيب العرقي للقرية بنسبة 96.85% من البيض و 0.17% من الأمريكيين الأصليين و 0.70% من الأمريكيين ذوي الأصول الآسيوية و 0.03% من سكان جزر المحيط الهادئ و 0.40% من الأمريكيين الأفارقة و 0.93% من عرقين مختلطين أو أكثر.
بلغ عدد الأسر 1,056 أسرة كانت نسبة 42.3% منها لديها أطفال تحت سن الثامنة عشر تعيش معهم، وبلغت نسبة الأزواج القاطنين مع بعضهم البعض 60.7% من أصل المجموع الكلي للأسر، ونسبة 10.7% من الأسر كان لديها معيلات من الإناث دون وجود شريك، وكانت نسبة 23.9% من غير العائلات. تألفت نسبة 17.9% من أصل جميع الأسر من أفراد ونسبة 6.1% كانوا يعيش معهم شخص وحيد يبلغ من العمر 65 عاماً فما فوق. وبلغ متوسط حجم الأسرة المعيشية 3.24، أما متوسط حجم العائلات فبلغ 2.84.
بلغ العمر الوسطي للسكان 34 عاماً. وكانت نسبة 29.9% من القاطنين تحت سن الثامنة عشر، وكانت نسبة 7.9% بين الثامنة عشر والأربعة وعشرون عاماً، ونسبة 33.7% كانت واقعةً في الفئة العمرية ما بين الخامسة والعشرون حتى والأربعة وأربعون عاماً، ونسبة 20.6% كانت ما بين الخامسة والأربعون حتى الرابعة والستون، ونسبة 8.0% كانت ضمن فئة الخامسة والستون عاماً فما فوق. يوجد لكل 100 أنثى 105.2 ذكر، ويوجد لكل 100 أنثى في الثامنة عشر من عمرها فما فوق 102.2 ذكر.
بلغ متوسط دخل الأسرة في القرية 53,382 دولار، أما متوسط دخل العائلة فبلغ 60,216 دولار. وكان متوسط دخل الذكور 40,757 دولار مقابل 28,229 دولار للإناث. وسجل دخل الفرد الخاص بالقرية 20,621 دولار. وكانت نسبة 0.7% من العائلات ونسبة 1.5% من السكان تحت خط الفقر، ولا أحد منهم تحت سن الثامنة عشر ونسبة 2.5% في الخامسة والستين من العمر وما فوق.

### تعداد عام 2010
بلغ عدد سكان بادوك ليك 2,992 نسمة بحسب تعداد عام 2010، وبلغ عدد الأسر 1,125 أسرة وعدد العائلات 831 عائلة مقيمة في القرية. في حين سجلت الكثافة السكانية 1,046.2 نسمة لكل ميل مربع (403.9/كم2). وبلغ عدد الوحدات السكنية 1,297 وحدة بمتوسط كثافة قدره 453.5 لكل ميل مربع (175.1/كم2).
وتوزع التركيب العرقي للقرية بنسبة 95.5% من البيض و 0.5% من الأمريكيين الأصليين و 0.3% من الأمريكيين ذوي الأصول الآسيوية و 0.1% من سكان جزر المحيط الهادئ و 0.5% من الأمريكيين الأفارقة و 1.7% من عرقين مختلطين أو أكثر.
بلغ عدد الأسر 1,125 أسرة كانت نسبة 37.2% منها لديها أطفال تحت سن الثامنة عشر تعيش معهم، وبلغت نسبة الأزواج القاطنين مع بعضهم البعض 56.1% من أصل المجموع الكلي للأسر، ونسبة 11.1% من الأسر كان لديها معيلات من الإناث دون وجود شريك، بينما كانت نسبة 6.7% من الأسر لديها معيلون من الذكور دون وجود شريكة وكانت نسبة 26.1% من غير العائلات. تألفت نسبة 20.5% من أصل جميع الأسر من أفراد ونسبة 6.5% كانوا يعيش معهم شخص وحيد يبلغ من العمر 65 عاماً فما فوق. وبلغ متوسط حجم الأسرة المعيشية 3.06، أما متوسط حجم العائلات فبلغ 2.66.
بلغ العمر الوسطي للسكان 37.8 عاماً. وكانت نسبة 24.7% من القاطنين تحت سن الثامنة عشر، وكانت نسبة 9.1% بين الثامنة عشر والأربعة وعشرون عاماً، ونسبة 27.6% كانت واقعةً في الفئة العمرية ما بين الخامسة والعشرون حتى والأربعة وأربعون عاماً، ونسبة 30.4% كانت ما بين الخامسة والأربعون حتى الرابعة والستون، ونسبة 8.4% كانت ضمن فئة الخامسة والستون عاماً فما فوق. وتوزع التركيب الجنسي للسكان بنسبة 50.3% ذكور و49.7% إناث.